# زرنه (قاخ)
زرنه (به لاتین: Zərnə، به آواری: ЦIоронуб) یک منطقه مسکونی در جمهوری آذربایجان است که در شهرستان قاخ واقع شده است. زرنه ۷۸۱ نفر جمعیت دارد.